# Roosendaal
Roosendaal je město a obec na jihu Nizozemska v provincii Severní Brabantsko.

## Obyvatelstvo
V roce 2014 měla obec 76 959 obyvatel, z čehož na vlastní město připadalo 66 760 obyvatel. K obci náleží také následující města a vesnice: Wouw (4920), Heerle (1900), Nispen (1440), Wouwse Plantage (1230), Moerstraten (660).

## Historie
Městská práva udělil Roosendaalu Ludvík Bonaparte za Holandského království v roce 1809.